# كلي عليا (كليبر)
كلي عليا هي قرية في مقاطعة كليبر، إيران. عدد سكان هذه القرية هو 256 في سنة 2006.